# Santa Maria del Rosario nel Cimitero di Santo Spirito
Santa Maria del Rosario nel Cimitero di Santo Spirito era uma igreja de Roma que ficava na Via del Gianicolo, no rione Trastevere, perto da Piazza della Rovere. Era dedicada a Nossa Senhora do Rosário. Foi demolida em 1891 para permitir a reurbanização da região.

## História
Esta era uma igreja funerária que ficava perto do portal do cemitério do Arcispedale di Santo Spirito e foi fundada pelo papa Bento XIV em 1744 no contexto da grande reforma patrocinada por ele no hospital, que incluiu a construção de um novo cemitério mais longe dos demais edifícios do hospital. O arquiteto de todo o complexo foi Ferdinando Fuga. Uma confraria do mesmo nome foi fundada no local para rezar o rosário pelos mortos.
O cemitério foi fechado em 1891 e todos os restos humanos foram transferidos para o Campo Verano. A igreja foi demolida imediatamente, mas o layout do cemitério sobreviveu por mais trinta anos. Nele estava uma pequena capela chamada Santissimo Crocifisso nel Cimitero di Santo Spirito. Atualmente apenas os muros externos dão uma pista do antigo uso do local.

## Descrição
Antes do século XIX, as pessoas que deixassem o Borgo pela Porta Santo Spirito e virassem à direita na esquina da Muralha Leonina seguiriam para o oeste numa via larga chamada Bastioni di Santo Spirito, cujo traçado chegava até o ponto que a linha desta muralha se juntava à muralha da cidade. A partir dela saía a Via del Gianicolo, que, na época, era uma rua sem-saída que chegava até a Villa Lante. A igreja ficava do lado oeste desta esquina, com o portão do cemitério ao lado, para o norte. Atualmente, a Via Urbano VIII segue para o norte a partir de onde a Via del Gianicolo vira para nordeste para chegar na Piazza delle Rovere e está a a entrada de um estacionamento subterrâneo. Do lado oeste, pouco antes disto, é possível ver um impressionante portão com colunas terminadas em bolas. A igreja ficava localizada perto de onde está a coluna mais ao sul.
O interior é um mistério, pois aparentemente não há relatos sobre como era a aparência da igreja antes da demolição. Dos móveis que ali ficavam, uma macchina é lembrada: ela suportava 150 velas (o número de Ave Marias de um rosário completo) supostamente projetada por Bernini.